# نشانه کرو
نشانه کرو (انگلیسی: Crowe sign) به وجود کک‌ومک زیر بغل در افراد مبتلا به نوروفیبروماتوز نوع ۱ (بیماری فون رکلینگهاوزن) گفته می‌شود. این کک و مک‌ها در ۳۰ درصد از افراد مبتلا به این بیماری دیده می‌شود و وجود آنها یکی از شش معیار تشخیصی نوروفیبروماتوز نوع ۱ است. کک‌ومک همچنین می‌تواند در ناحیه تماسی پوست در نوروفیبروماتوز وجود داشته باشد، مانند چین‌های کشاله ران، نواحی زیر پستان و پشت گردن. این نشانه نامش را از متخصص پوست آمریکایی فرانک ویلکینسون کرو می‌گیرد.